# Mleczan cyrkonu
Mleczan cyrkonu – organiczny związek chemiczny z grupy mleczanów, sól cyrkonowa kwasu mlekowego. Stosowany w niektórych dezodorantach, jednak podejrzewany jest o powodowanie podrażnień skóry. Znajduje także zastosowanie w przemyśle petrochemicznym przy wydobyciu ropy naftowej. Można go otrzymać w reakcji węglanu cyrkonu z kwasem mlekowym.